# Наґакуте
Наґакуте (яп. 長久手市,, ながくてし) — місто в Японії, у Префектурі Айті. Розташовано у північно-західні частині префектури. Площа становить 21,54 км². Станом на 1 лютого 2021 року населення міста становить 62 473 осіб 

## Історія

Наґакуте на карті префектури Айчі

Було засновано 28 квітня 1906 року шляхом об'єднання сіл Наґакуте (長湫村), Каміґо і Кадзако, отримало статус села.
Наґакуте було надано статус містечка 1 квітня 1971 року.
Статус міста було надано 4 січня 2012 року.

## Зовнішні посилання
- (яп.) Офіційна сторінка містечка Наґакуте (архівовано)
- (яп.) Офіційний сайт міста Наґакуте